# دهنمک (آرادان)
عنوان‌ظاهری
ده نمک، روستایی از توابع بخش کهن‌آباد شهرستان آرادان در استان سمنان ایران است.این روستا بخشی از ایالات ورن یکی از ایالات ۱۶ گانه دوران باستان ایران بوده است.
در گذشته روستای ده نمک یکی از منزلگاههای مهم در مسیر جاده ابریشم بوده است که دارای قدمتی از دوران قبل از اسلام (مقطع زمانی از ۵۰۰ قبل از میلاد تا ۶۰۰ میلادی) تاکنون می باشد و در کتب قدیمی از آن به عنوان قریه الملح یا قصر الملح یاد شده است. روستای تاریخی ده نمک در گذشته تقریباَ مرز بین ایالات ری و قومس قدیم بوده است. همچنین این آبادی بین روستاهای تاریخی بیابانک و لاسجرد (از سمت شرق) و شهرستان آرادان (سمت غرب) قرار گرفته که آثار تاریخی بجا مانده در این روستا خصوصاَ قلعه های قدیمی حکایت از قدمت تاریخی و دیرینه آن دارد.
روستای باستانی ده نمک در روزگار فرمانروایی مادها، حد فاصل بین ایالات ماد و پارت بود و منطقه مرزی این دو سرزمین محسوب می شد.
ده نمک بیش از هزاران سال قدمت دارد که طی قرنهای گذشته همواره شاهد عبور کاروانهای متعدد مسافران، تاجران، جهانگردان و زائران حضرت امام رضا (ع) بوده است.
ارتفاع روستای ده نمک از سطح دریا‌هاى آزاد ۹۰۱ متر است. رشته کوههاى البرز (فیروزکوه) در شمال روستای ده نمک و دشت کویر در جنوب آن قرار دارد و شرق آن به شهر سرخه منتهی می گردد.
ده نمک هم اکنون در جنوب جاده اصلى تهران به مشهد قرار دارد.
روستای ده نمک را به اعتبار آثار و بناهاي متنوع تاريخي بايد از زمره استثنايي ترين روستاهاي استان سمنان به شمار آورد.
شكوه معماري بومي و سرشار از زيبايي روستای ده نمک، آن را در شمار نمونه هاي كم نظير ديدنيهاي استان سمنان درآورده است.
ده نمک نقطه اي خوش منظره و داراي موقعيت طبيعي مساعدي است.
ده نمک از باستاني ترين مکانهاي شهر آرادان محسوب می شود؛ قلعه ها،کاروانسراها، یخچالها،آب انبارها و معماری منحصربفرد از یک سو؛ دشت کویر و رشته کوههای البرز از سویی دیگر؛ روستای دهنمک را به یکی از شاخص ترین جاذبه های گردشگری ایران تبدیل کرده است.
مکان های تاریخی
با توجه به یک روستای بین راهی کم نام و نشان باید به این نکته توجه داشت که چهار مکان تاریخی مهم  در این روستا قرار دارد.
- کاروانسرای شاه عباسی
- کاروانسرای رها شده
- آب انبار تاریخی
- قلعه تاریخی

## جمعیت
این روستا در دهستان فروان قرار دارد و براساس سرشماری مرکز آمار ایران در سال ۱۳۸۵، جمعیت آن ۳۲ نفر (۱۶خانوار) بوده‌است.